# Маноральная речь
Маноральная речь (от лат. manus «рука» и лат. oralis — «устный») или жестовое артикулирование — система сопровождения речи жестами при разговоре с или между людьми с нарушениями слуха. Помогает читать с губ благодаря тому, что во время речи говорящий демонстрирует около рта жесты, означающие согласные звуки, а расположение руки означает гласные звуки. Такое артикулирование может быть адаптировано к любому языку; широко распространена система Cued Speech, полагающаяся на фонемы английского языка.

## История
Маноральная речь была изобретена в 1966 году доктором Орином Корнеттом, работавшим в Галлодетском университете. После того, как он обнаружил, что дети, рано потерявшие слух, обычно плохо понимают печатный текст, ему пришла в голову идея помочь таким детям понимать фонемы английского языка, поскольку при произнесении некоторые из них выглядят похоже (например, /p/ и /b/). Жесты, демонстрируемые у рта, помогают различать похожие фонемы. Жестовая артикуляция помогает не только полностью оглохшим, но и людям со сниженным слухом.
Маноральная речь может применяться в любом языке. В 1994 году доктор Корнетт создал адаптированные варианты своей системы для 25 языков и диалектов. По состоянию на 2005 год жестовое артикулирование было доступно для 60 языков и диалектов, включая шесть вариантов английского языка.

## Описание и использование
Маноральная речь на английском языке осуществляется с помощью восьми положений рук в четырёх позициях; для артикулирования тонов в тоновых языках, например, китайском или тайском, используется наклон и движение руки.
Несмотря на то, что жестовое артикулирование напоминает жестовый язык, это ни жестовый язык, ни калькирующая жестовая речь.
В США система жестового артикулирования пропагандируется сторонниками в качестве альтернативы амслену, хотя существует точка зрения, согласно которой эти две системы могут изучаться вместе. Для людей, говорящих на амслене, маноральная речь является большим подспорьем в изучении английского в качестве второго языка. Знаки амслена и жестового артикулирования независимы и не заимствованы друг у друга.

## Связь с грамотностью
Маноральная речь основана на гипотезе, что, если бы все звуки речи выглядели бы по-разному, неслышащий воспринимал бы речь точно так же, как слышащий, но визуально.
Жестовое артикулирование было изобретено для улучшения грамотности у глухих детей, и его сторонники указывают на лучшее усвоение текста детьми, знающими маноральную речь, по сравнению с теми, кто владеет только амсленом. Причинами этой разницы считаются отличия в синтаксисе и лексике между амсленом и английским, а также то, что жестовое артикулирование не является отдельным языком.
В работе 1998 года «Связь между фонетическим кодированием и результатами чтения у глухих детей» Острандер указывает на многочисленные доказательства того, что проблема понимания фонетической системы языка связана с затруднениями при чтении. Он представляет маноральную речь как метод повышения грамотности. Острандер заключает, что представленная проблема требует более подробного анализа.
В 4 томе журнала Cued Speech Journal за 1990 год приведены ссылки на исследования, подтверждающие улучшение восприятия звучащей речи глухими детьми: Gaye Nicholls (1979), Nicholls and Ling (1982).

### Организации, занимающиеся артикулированием
- Американская ассоциация артикулирования
- Language Matters
- Британская ассоциация артикулирования
- Ассоциация, контролирующая работу переводчиков жестовой артикуляции

### Обучающие и информационные материалы
- NCSA Mini-Documentary — десятиминутное видео, объясняющее принцип жестового артикулирования.
- Cued Speech Discovery/CuedSpeech.com — библиотека Американской ассоциации артикулирования
- DailyCues.com новости и обучающие ресурсы
- learntocue.co.uk — мультимедийные ресурсы для изучения британского жестового артикулирования
- The Art of Cueing — бесплатные курсы жестовой артикуляции амслена.
- Артикулирование португальского
- Артикулирование испанского
- Артикулирование французского
- Артикулирование польского
- Артикулирование фарси